# Giacomo Colonna
Giacomo (ou Jacopo) Colonna (Roma, c. 1250 – Avinhão, 14 de agosto de 1318) foi um cardeal italiano.
Era filho de Giordano, Senhor de Colonna, e de Francesca Conti. Foi tio do Cardeal Pietro Colonna e tio-avô do Cardeal Giovanni Colonna.